# 黄山瘤蟹蛛
黄山瘤蟹蛛（学名：Phrynarachne huangshanensis）为蟹蛛科瘤蟹蛛属的动物。在中国大陆，分布于安徽等地。该物种的模式产地在安徽。